# Mathilda amaea
Mathilda amaea är en snäckart som beskrevs av Dall 1927. Mathilda amaea ingår i släktet Mathilda och familjen Mathildidae. Inga underarter finns listade i Catalogue of Life.